# La Vérité (film, 1922)
Pour les articles homonymes, voir La Vérité.

La Vérité est un film français réalisé par Henry Roussell et sorti en 1922.
Il fait partie d'une série de films des années 1920 qui insiste sur la face sombre du capitalisme et où les banquiers sont décrits comme des « ogres rapaces ».

## Fiche technique
- Réalisation : Henry Roussell
- Scénario : Henry Roussel d'après Émile Zola
- Date de sortie : 
  - France : 7 février 1922[2]

## Distribution
- Jules de Spoly
- Violette Jyl : Irène Swift
- Emmy Lynn : Colette de Fonclare
- Paul Ollivier : Philippe de Fonclare
- André Pollack : Pascal de Fonclare
- Maurice Renaud : Daniel Swift